# Ясиноватка (Пантаевская поселковая община)
Ясинова́тка (укр. Ясинуватка) — село в Пантаевской поселковой общине Александрийского района Кировоградской области Украины.
Население по переписи 2001 года составляло 729 человек. Почтовый индекс — 28037. Телефонный код — 5235. Код КОАТУУ — 3520381304.